# Стемфордская епархия УГКЦ
Стемфордская епархия УГКЦ (лат. Eparchia Stanfordensis Ucrainorum, укр. Стемфордська єпархія) — епархия Украинской грекокатолической церкви с центром в городе Стэмфорд, США. Стемфордская епархия входит в Филадельфийскую митрополию. Кафедральным собором Стемфордской епархии является собор святого Владимира Киевского.

## История
20 июля 1956 года Святой Престол учредил Апостольский экзархат Стемфорда, выделив его из Апостольского экзархата США (сегодня — Филадельфийская архиепархия).
10 июля 1958 года Апостольский экзархат Стемфорда был преобразован в Стемфордскую епархию.

## Ординарии епархии
- епископ Амвросий Сенишин (20.07.1956 — 14.08.1961) — назначен архиепископом Филадельфии;
- епископ Иосиф Шмондюк (14.08.1961 — 20.09.1977) — назначен архиепископом Филадельфии;
- епископ Василий Лостен (20.09.1977 — 3.01.2006) — вышел на пенсию;
- епископ Павел Хомницкий (3.01.2006 — по настоящее время).

## Источник
- Annuario Pontificio, Libreria Editrice Vaticana, Città del Vaticano, 2003, ISBN 88-209-7422-3